# Яків Зільберман
Яків Зільберман (нар. 26 травня 1954) – ізраїльський шахіст, представник СРСР до 1990 року, гросмейстер від 1998 року.

## Шахова кар'єра
До часу еміграції в Ізраїль брав участь лише у турнірах, що проводились у Радянському Союзі. Міжнародних успіхів почав досягати на початку 1990-х років. 1991 року поділив 1-ше місце (разом з Уріелем Заком) на турнірі B в Тель-Авіві. 1992 року переміг у Рамат-га-Шароні, посів 4-те місце (позаду Іллі Сміріна, Ігоря Хенкіна і Леоніда Гофштейна) в Тель-Авіві, а також єдиний раз у своїй кар'єрі виступив на шаховій олімпіаді.
У 1993 році знову переміг в Рамат-га-Шарон й поділив 2-ге місце (позаду Йони Косашвілі, разом з Найджелом Девісом та Валерієм Беймом) у Рішон-ле-Ціоні. 1998 року досягнув значного успіху, поділивши 1-ше місце (разом з Робертом Гюбнером та Іваном Моровічем Фернандесом) на Меморіалі Капабланки, який відбувся в Гавані. Того ж року поділив 1-ше місце (разом із зокрема, Лотарем Фогтом) на турнірі за швейцарською системою в Цюриху. У 2005 році переміг на турнірі Maccabiah GM в Єрусалимі. 2006 року поділив 2-ге місце (позаду Максима Родштейна, разом з Костянтином Лернером і Довом Цифроні) на чемпіонаті Ізраїлю і переміг (разом з Марком Цейтліним) на меморіалі Дова Пората в Гіватаїмі. 2008 року поділив 3-тє місце (позаду Костянтина Лернера і Дана Цолера, разом із, зокрема, Борисом Канцлером) у Герцлії.
Найвищий рейтинг Ело в кар'єрі мав станом на 1 липня 1997 року, досягнувши 2560 пунктів займав тоді 8-ме місце серед ізраїльських шахістів.

## Зміни рейтингу
| На цьому місці має відображатися графік чи діаграма, однак з технічних причин його відображення наразі вимкнено. Будь ласка, не видаляйте код, який викликає це повідомлення. Розробники вже працюють для того, щоби відновити штатне функціонування цього графіка або діаграми. | |
| | На цьому місці має відображатися графік чи діаграма, однак з технічних причин його відображення наразі вимкнено. Будь ласка, не видаляйте код, який викликає це повідомлення. Розробники вже працюють для того, щоби відновити штатне функціонування цього графіка або діаграми. |